# 파나요티스 코네
파나요티스 코네(그리스어: Παναγιώτης Γεώργιος Κονέ, 1987년 7월 26일, 티라나 ~ )는 알바니아 출신의 그리스의 은퇴한 축구 선수로 공격형 미드필더로 활약했다.